# An Aerial Joy Ride
An Aerial Joy Ride è un cortometraggio muto del 1917 scritto e diretto da Charles Reed.

## Produzione
Il film fu prodotto dalla Fox Film Corporation.

## Distribuzione
Distribuito dalla Fox Film Corporation, il film - un cortometraggio in due bobine - uscì nelle sale cinematografiche USA il 30 aprile 1917.